# Manuae (illes Cook)
|  | Aquest article tracta sobre l'atol Manuae de les illes Cook. Si cerqueu l'atol homònim de la Polinèsia Francesa, vegeu «Manuae (illes de la Societat)». |

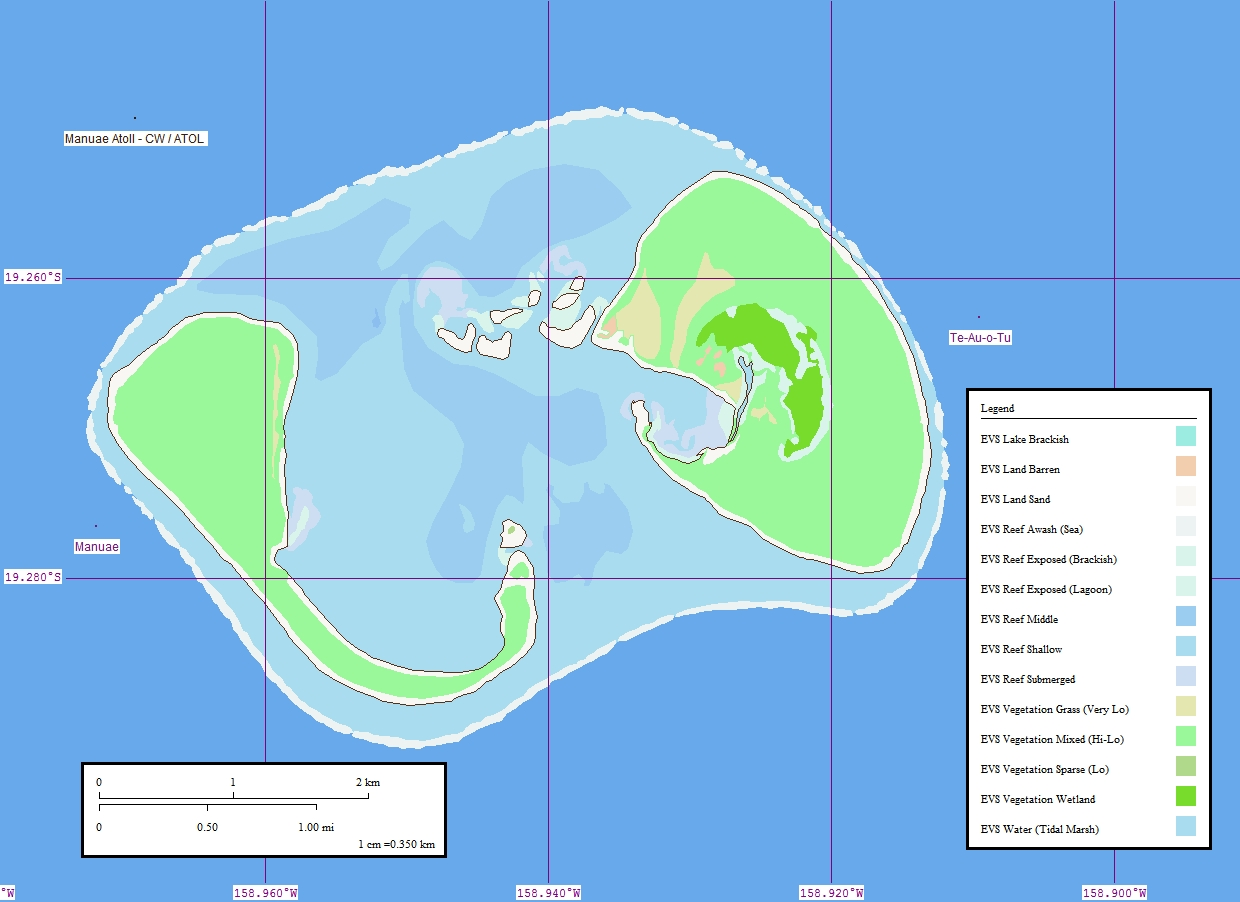
Mapa de l'atol Manuae

Manuae, abans Hervey, és un atol de les illes Cook meridionals, situat a 100 km al sud-est d'Aitutaki. Les seves coordenades són: 19° 15′ S, 158° 56′ O / 19.250°S,158.933°O.

## Geografia
L'atol està format per dues illes amb forma de ferradura: a l'oest Manuae, que dona nom al grup, i a l'est Te Au O Tu. La superfície total de 6,2 km², i una altitud màxima de 5 m. La llacuna queda completament tancada per les dues illes i els esculls coral·lins, i és poc profunda amb molts bancs de sorra.
L'atol és deshabitat i visitat ocasionalment des d'Aitutaki. Està declarat com a reserva marina i és un lloc important de cria d'ocells i tortugues marines.

## Història
Antigament el nom era Manu-enua, terra d'ocells, i l'actual Manuae vol dir 'llar d'ocells'. Va ser descobert, el 1773, per l'anglès James Cook que l'anomenà Hervey Island, nom amb què es va conèixer tot l'arxipèlag fins que al segle xix els exploradors russos van proposar el nom d'illes Cook.